# 下村延太郎

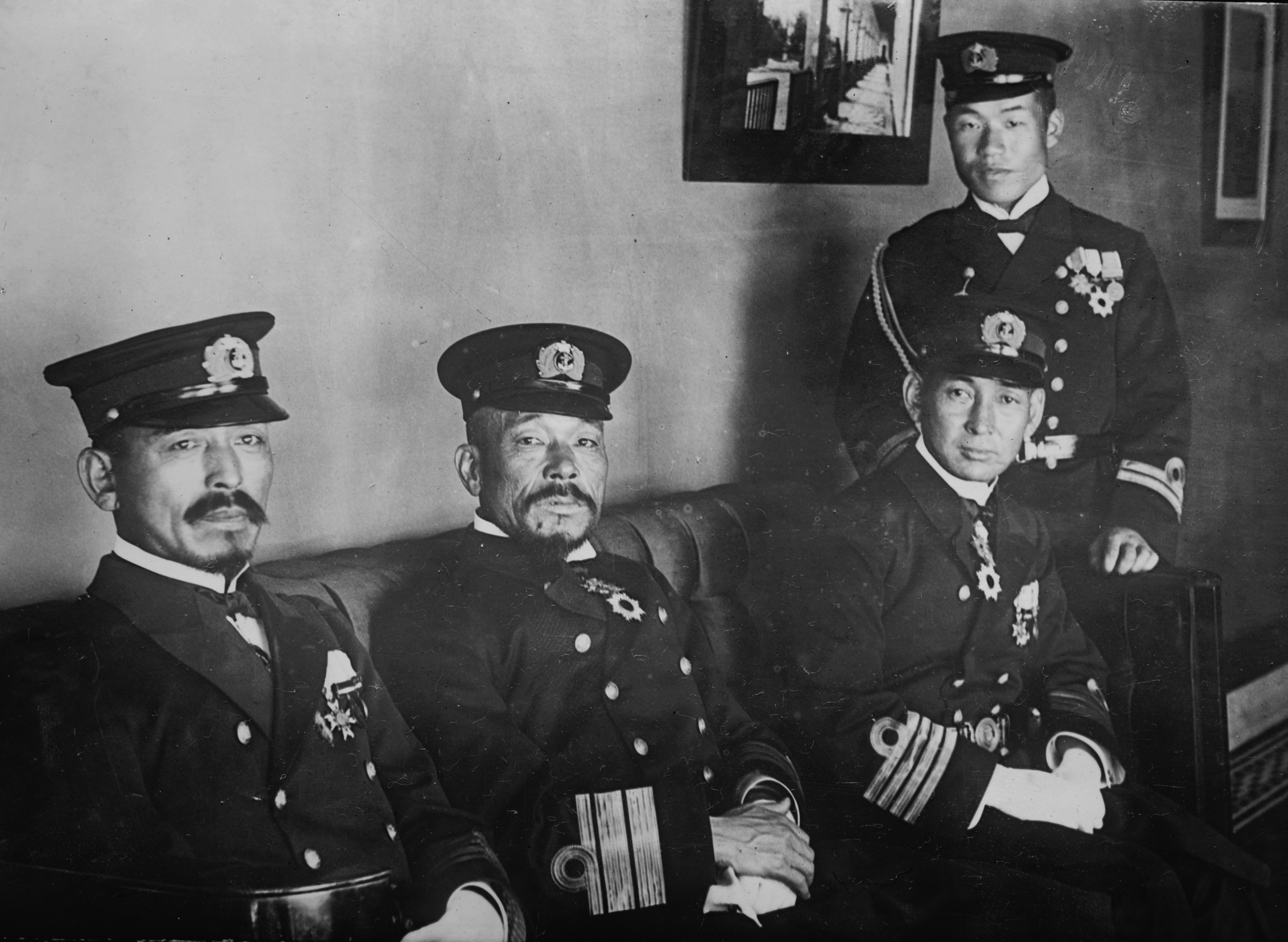
左から石井義太郎、伊地知彦次郎、佐藤鉄太郎、下村

下村 延太郎（しもむら のぶたろう、1867年10月16日（慶応3年9月19日） - 1947年（昭和22年）2月7日）は、日本の海軍軍人。最終階級は海軍中将。

## 経歴
京都府出身。下村良輔の息子として生まれる。1891年（明治24年）7月、海軍兵学校（18期）を卒業し、1894年（明治27年）4月、海軍少尉任官。日清戦争では「厳島」乗組として出征した。1897年（明治30年）12月、佐世保海兵団分隊長となり、以後、「秋津洲」「須磨」「鎮遠」の各砲術長、横須賀鎮守府艤装員、「千早」航海長、呉鎮守府参謀などを歴任。
1903年（明治36年）9月、海軍少佐に昇進。同年12月、第2艦隊参謀に就任し日露戦争に出征。日本海海戦などに参戦した。1905年（明治38年）6月、第1艦隊参謀に転じた。その後、日露戦争のため中退した海軍大学校に復校し、1906年（明治39年）7月、同校（将校科甲種4期）を卒業し「姉川」分隊長に就任した。同年9月、海軍中佐に進級した。
1906年11月、海大副官兼教官となり、以後、「周防」副長、呉鎮守府参謀を歴任。1911年（明治44年）12月、海軍大佐に昇進し海大教官に就任。以後、兼陸軍大学校兵学教官、海大教頭、軍令部参謀（第2班長）などを経て、1914年（大正3年）12月、「香取」艦長となる。その後、「鹿島」艦長、第2艦隊参謀長、軍令部出仕を歴任。1917年（大正6年）12月、海軍少将に進級し佐世保鎮守府参謀長となった。
1918年（大正7年）11月、海軍教育本部第1部長に就任し、1921年（大正10年）12月、海軍中将に進み海軍将官会議議員に就任。1922年（大正11年）4月、待命となり、1923年（大正12年）3月、予備役に編入された。1927年（昭和2年）9月、後備役となり、1932年（昭和7年）9月に退役した。また、1923年（大正12年）6月から1934年（昭和9年）6月まで海大戦史教授嘱託を務めた。

## 栄典
位階
- 1894年（明治27年）5月11日 - 正八位[1]
- 1898年（明治31年）3月21日 - 正七位[2]
- 1903年（明治36年）5月20日 - 従六位[3]
- 1906年（明治39年）11月30日 - 正六位[4]
- 1911年（明治44年）12月20日 - 従五位[5]
- 1917年（大正6年）1月31日 - 正五位[6]
- 1921年（大正10年）12月28日 - 従四位[7]
- 1923年（大正12年）4月30日 - 正四位[8]

勲章等
- 1895年（明治28年）11月18日 - 明治二十七八年従軍記章[9]
- 1900年（明治33年）11月30日 - 勲五等瑞宝章[10]
- 1902年（明治35年）5月10日 - 明治三十三年従軍記章[11]
- 1905年（明治38年）5月30日 - 勲四等瑞宝章[12]
- 1906年（明治39年）4月1日 - 功四級金鵄勲章・旭日小綬章・明治三十七八年従軍記章[13]
- 1912年（大正元年）11月21日 – 勲三等瑞宝章[14]
- 1915年（大正4年）11月7日 - 旭日中綬章・大正三四年従軍記章[15]
- 1920年（大正9年）11月1日 - 勲二等旭日重光章[16]
- 1940年（昭和15年）8月15日 - 紀元二千六百年祝典記念章[17]